# 同乐站 (成都市)
同乐站位于中华人民共和国四川省成都市成华区龙潭街道同乐社区成华大道龙潭路、熊猫大道与桂叶路交叉口地下，跨桂叶路南北向设置，是成都地铁8号线的地铁车站，于2024年12月19日启用。
本站在规划阶段曾用名北湖公园东站、桂叶路站。

## 车站结构
同乐站为地下二层双柱三跨14米宽、140米长岛式站台车站，车站总长312米，标准段宽度21.7米。站厅西北角设有卫生间和母婴室。
| 地面                             | ·    | 出口A1/A2/A3/B1/B3/B4/C                                                                                          |
| 地下一层                         | 站厅 | 自助购票 客服中心 无障碍卫生间 哺乳室                                                                            |
| 地下二层                         | ·    | \| \| \| 8号线往桂龙路（桂林） \| \| 島式 · 開左邊车门 · 无障碍卫生间 \| \| \| \| \| \| 8号线往龙港（龙潭寺） \| |
|                                  |      | 8号线往桂龙路（桂林）                                                                                            |
| 島式 · 開左邊车门 · 无障碍卫生间 |      | |
|                                  |      | 8号线往龙港（龙潭寺）                                                                                            |

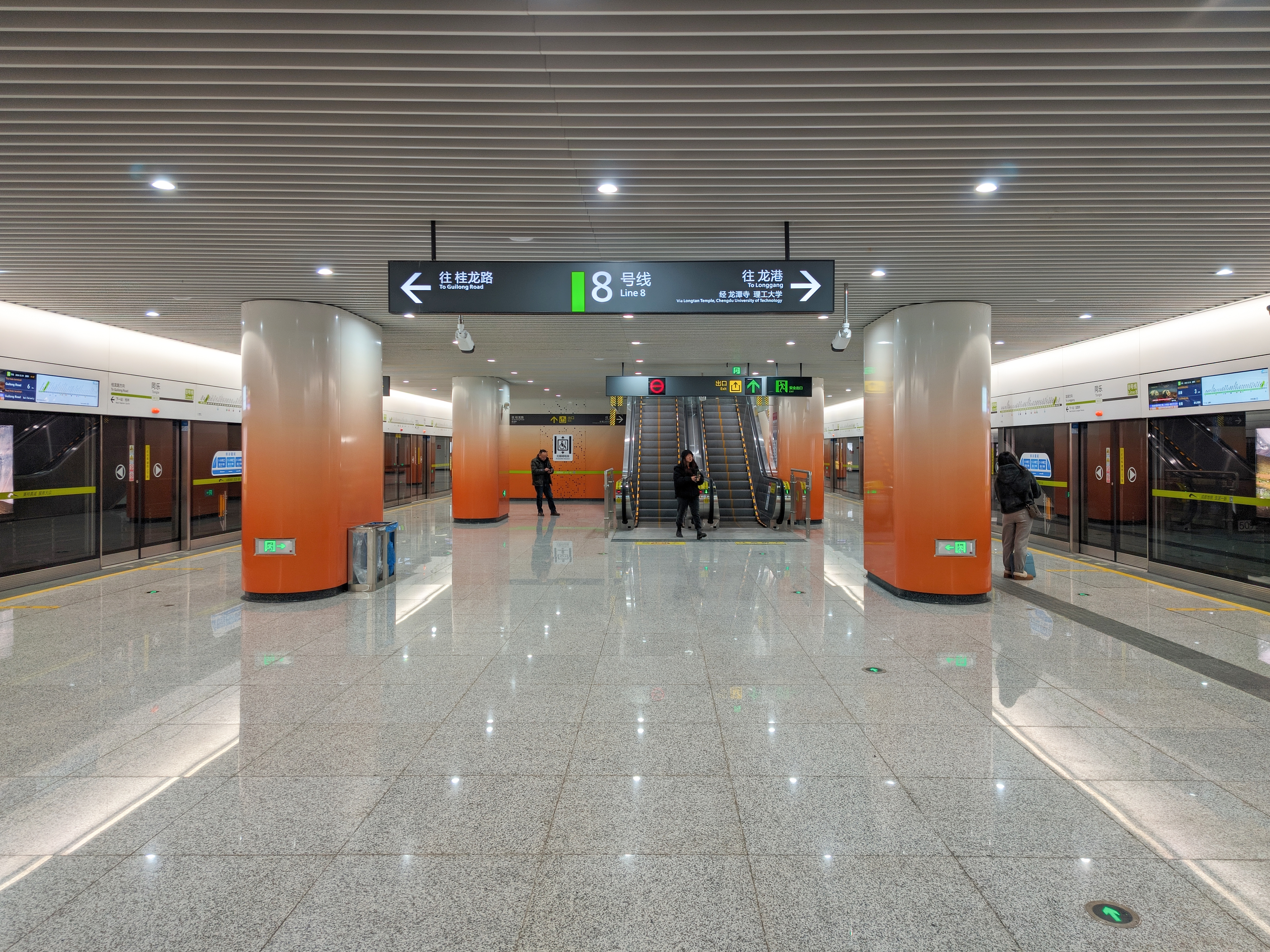
站台
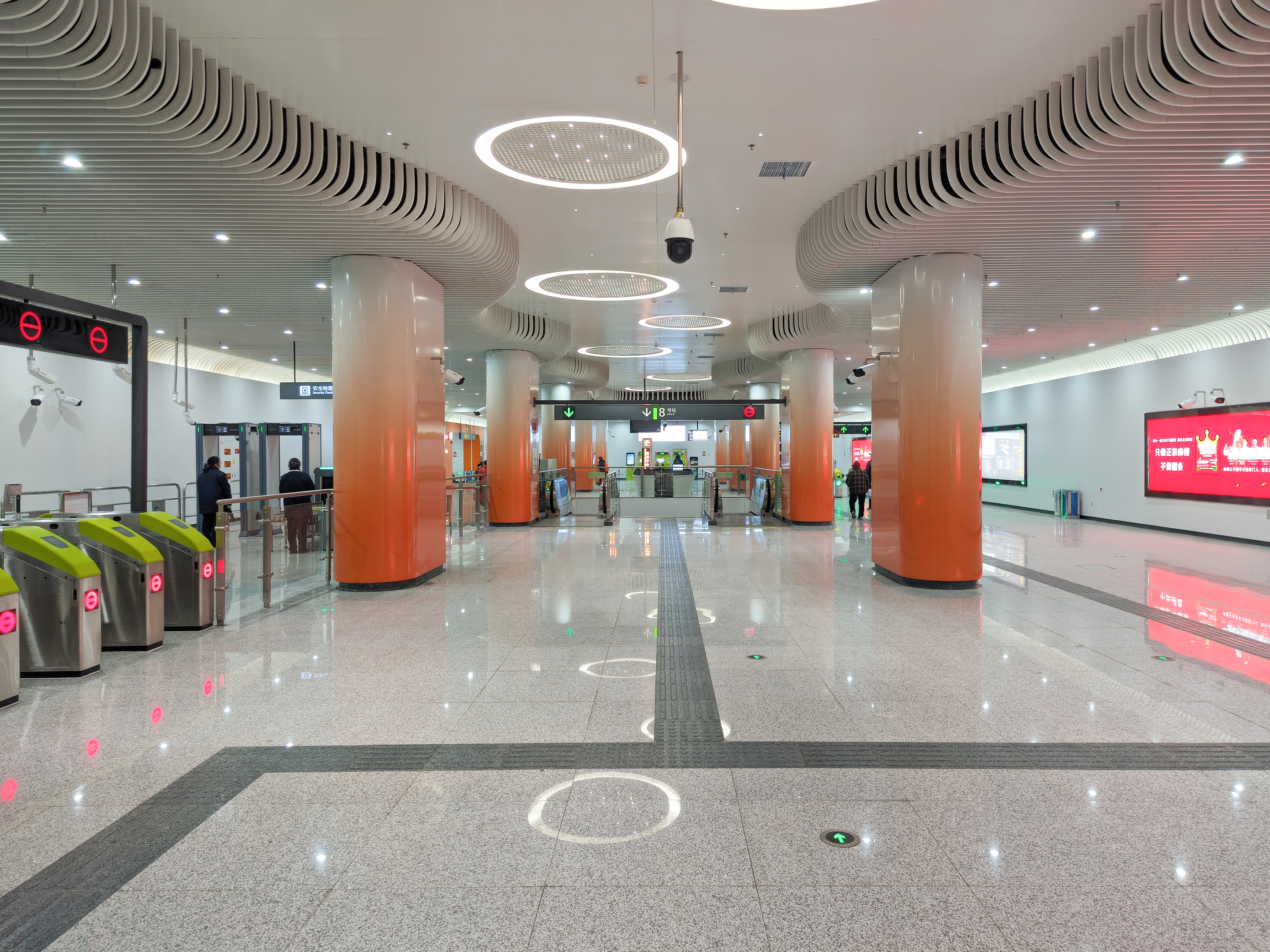
站厅
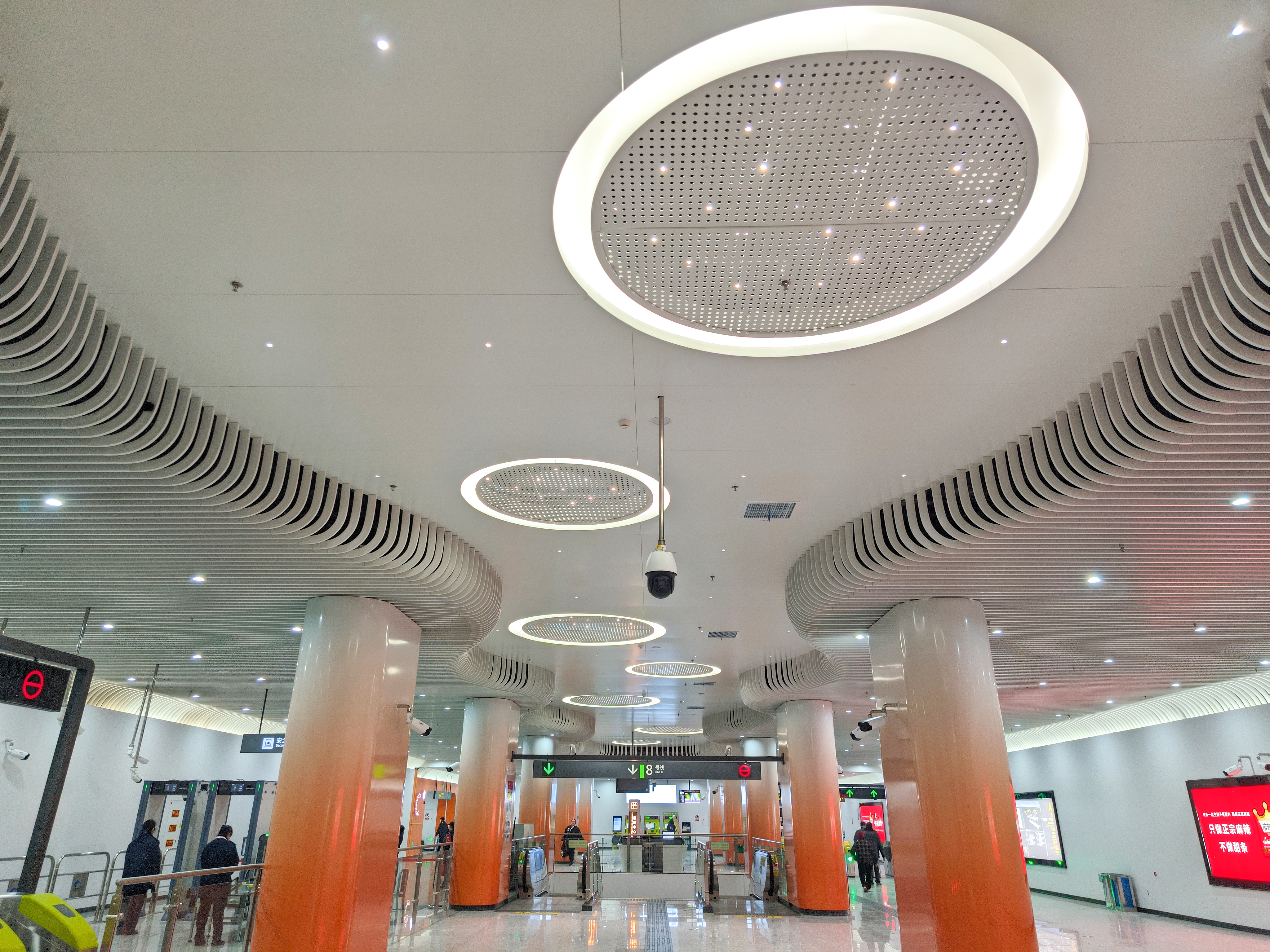
站厅

## 出入口
本站目前开放7个出入口。
|              |            |                                  |      |
| 编号         | 设施       | 指示                             | 照片 |
|              | 无障碍电梯 | 成华大道龙潭路                   |      |
| 出口 · A · 2 |            | 熊猫大道、同乐东一巷、同乐南二巷 |      |
| 出口 · A · 3 |            | 熊猫大道、同乐南二巷             |      |
| 出口 · B · 1 |            | 桂叶路                           |      |
| 出口 · B · 3 |            | 湖秀二路、熊猫大道               |      |
| 出口 · B · 4 | 无障碍电梯 | 湖秀二路                         |      |
| 出口 · C     |            | 桂香一路、桂叶路                 |      |